# Есень
Е́сень — село в Україні, в Ужгородському районі Закарпатської області, центр сільської ради. Населення становить 1677 осіб (станом на 2001 рік). Село розташоване на півдні Ужгородського району, за 20,0 кілометра від районного центру.

## Назва
Колишня назва населеного пункту — село «Яворове».

## Герб
У лазуровому щиті з зеленою базою, обтяженою срібною хвилеподібною балкою, поверх всього зелений дуб з чорним стовбуром і вирваним корінням, по сторонам виникають два золотих паростки. Перед дубом золотий віл, що йде вліво.

## Географія
Село Есень лежить за 20,0 км на південь від районного центру, фізична відстань до Києва — 621,7 км.

## Історія
Перша писемна згадка про поселення — 1248 рік. Король Ласло IV Кун передає Есень у власність угорських дворян Бокшевих. Шимон Бокшев спорудив земляний замок з дерев'яними укріпленнями, під захистом якого розвивалося село.
У 1270 році село мало назву Ezen, в 1414 році — Kysezen.
Після татарської навали тут була побудована укріплена фортеця, яка, ймовірно, була знищена після 1676 року.
У 1411 році село було власністю родини Csapi
Єсеньське укріплення (біля с. Єсень — Яворово, Ужгородський р-н) було зведене Шімоном, із давньоугорського знатного роду Бокшів, за часів угорського короля Ласло IV (Horvát, Győrgy-Kovács, 2002, old.167). Комплекс захисних споруд зайняв верхівку «Палацового» пагорбу (Kastely — domb, з угор. — палацовий пагорб) у місці злиття Тиси та її притоки Чаронди, на відстані 36 км від Унгвара в південному напрямку і приблизно стільки ж на захід від Мункача. Цілком можливо, що фортеця у такому стратегічному місці могла бути збудована з метою здійснення контролю за навколишньою територією та рівнинним сухопутним проходом між непролазними у часи середньовіччя болотами Сернє — мочару та повноводним руслом р. Тиси. Головна оборонна споруда оточена глибоким ровом та «паланком», спорудженим на валу. Довгий час Єсеньське укріплення було центром земельних володінь родини Бокші, поступово коло нього розрослося поселення Єсень (с. Яворово). Час припинення функціонування фортеці невідомий. Топонім «Палацовий» пагорб і сьогодні побутує в місцевого населення. У вітчизняній історичній літературі відсутня інформація по цій пам'ятці. У 2006 р. на ній археологічні дослідження здійснювала експедиція Закарпатської філії рятівної археологічної служби (Бандровський О. Г., Кобаль Й. В.).

## Політика

### Парламентські вибори, 2019
На позачергових парламентських виборах 2019 року у селі функціонувала окрема виборча дільниця № 210598, розташована у приміщенні будинку культури.
Результати
- зареєстровано 1284 виборці, явка 27,18%, найбільше голосів віддано за «Слугу народу» — 40,85%, за Всеукраїнське об'єднання «Батьківщина» і «Опозиційний блок» — по 10,46%.[6] В одномандатному окрузі найбільше голосів отримав Йосип Борто (самовисування) — 80,29%, за Андрія Андріїва (самовисування) — 7,54%, за Михайла Ващинця (Всеукраїнське об'єднання «Батьківщина») — 3,77%[7].

## Населення
Станом на 1989 рік у селі проживало 1762 особи, серед них — 864 чоловіки і 898 жінок.
За даними перепису населення 2001 року у селі проживало 1677 осіб. Рідною мовою назвали:
| Мова       | Кількість осіб | Відсоток |
| ---------- | -------------- | -------- |
| угорська   | 1636           | 97,56 %  |
| українська | 34             | 2,03 %   |
| російська  | 7              | 0,42 %   |

## Туристичні місця
- Після татарської навали тут була побудована укріплена фортеця, яка, ймовірно, була знищена після 1676 року.
- «Палацовий» пагорб

## Пам'ятки
- Могила Ю. О. Мишко — Героя Соціалістичної Праці;

## Постаті
- Ур Олександр Олександрович (1984—2018) — старший солдат Збройних сил України, учасник російсько-української війни.